# Інститут Адама Міцкевича

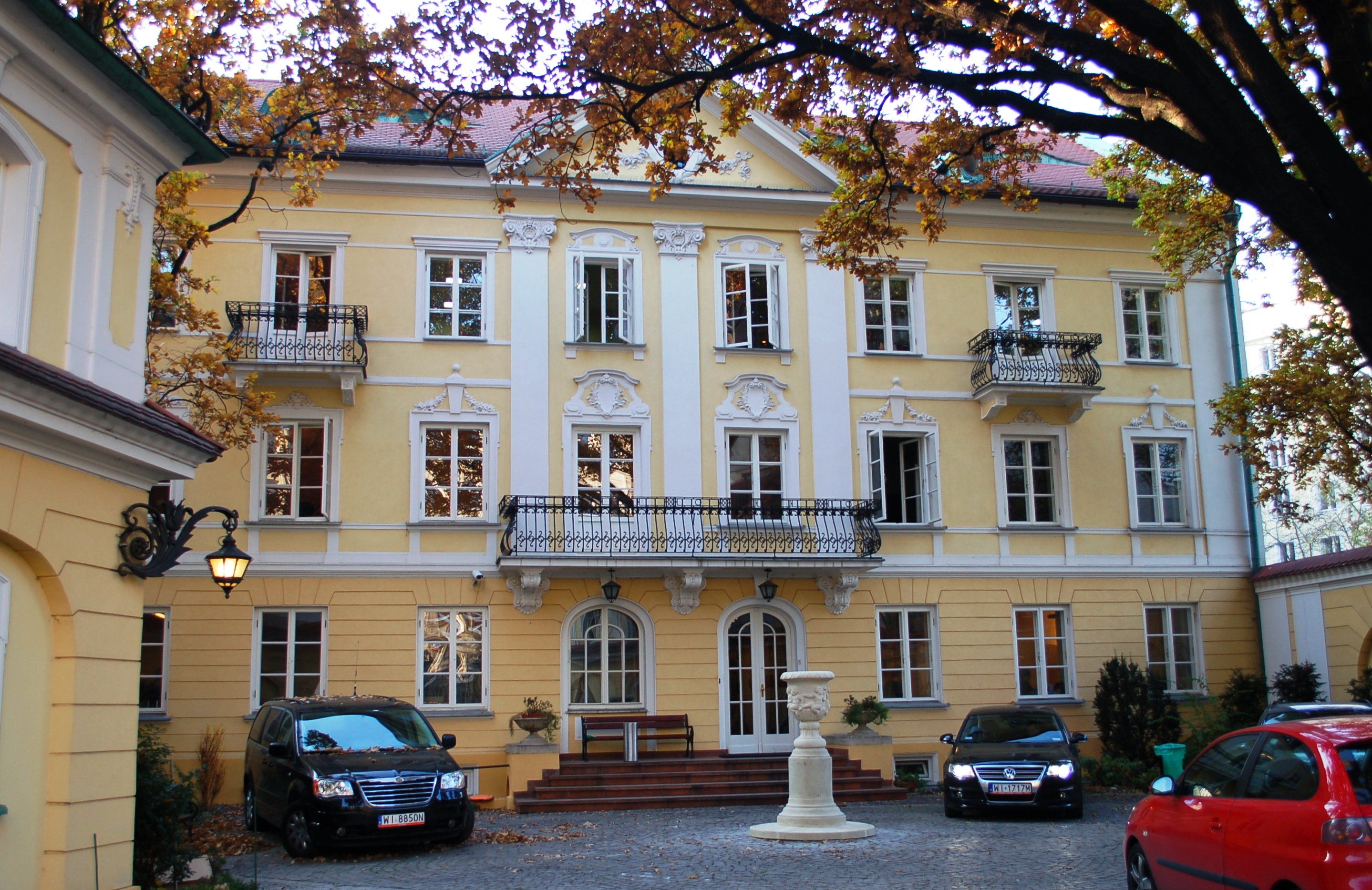
на 25 у Варшаві, садиба ІАМ

Інститут Адама Міцкевича (пол. Instytut Adama Mickiewicza; ІАМ) — польська інституція культури, створена 1 березня 2000 року Міністерством культури і Міністерством закордонних справ Польщі (урядовий заклад).
Садиба Інституту знаходиться у Будинку Цукровників на вулиці Мокотовській, 25 у Варшаві.

## Діяльність
Метою діяльності Інституту є популяризація польської культури у світі та культурне співробітництво з іншими країнами.
Інститут займається створенням та збиранням документації про польську культуру (фільми, записи, публікації тощо), роблячи її доступною для зацікавлених структур, особливо Інституту польського та інших польських культурних установ за кордоном.
Інститут веде свою діяльність за ключовими дисциплінами: кіно, класична музика, візуальне мистецтво, театр. Інститут також проводить грантову програму «Культурні мости».
Інститут, в рамках Багаторічної урядової програми «Niepodległa», запланував понад 400 культурних ініціатив. Інститут інформує про свою діяльність у профілях соціальних мереж (в тому числі Facebook, Twitter).
Інститут проводить польські культурно-презентаційні сезони в різних країнах, які можуть тривати упродовж 12—14 місяців.
Програми Інституту Адама Міцкевича (вибір)
- Програма Польська 100 [Архівовано 10 квітня 2021 у Wayback Machine.]
- Азіатська програма[5]
- Програма «Я, КУЛЬТУРА, оркестр»[6][7]
- Цифрова культура[8]
- Культура. ЗМІ
- Відкрита Польща
- Програма «Не панікуй»[9]
- Програма «Америка»
- Програма «Польський дизайн»[10]
- Програма Східноєвропейської платформи виконавських мистецтв[11]

### Портал Culture.pl
З липня 2001 року в Інституті Адама Міцкевича працює багатомовний вебсайт culture.pl, завданням якого є збір інформації про польську культуру та публікація її багатьма мовами, зокрема українською. У 2015 році портал отримав нагороду "Гарантія культури, за голосами користувачів Інтернету.

### Конференція «Цифрові культури»
З 2017 року Інститут організовує міжнародну міждисциплінарну конференцію «Цифрові культури», однією з цілей якої є підвищення визнання польських художників за кордоном. Конференція супроводжується концертами та іншими заходами, а важливим доповненням є електронна база даних польських цифрових проектів Trendbook Digital Cultures, опублікована в Інтернеті.

## Директори
- Даміан Кальбарчик
- Ришард Лолтанецький
- Томаш Тлучкевич
- Ришард Кубяк (рижесер)
- Мацей Доманський
- Богдан Берначик-Слонський
- Збігнев Салєк
- Павел Поторочин (з 2 червня 2008 року по 6 вересня 2016 року)
- Кшиштоф Олендзкі (з 7 вересня 2016 по вересень 2019)
- Барбара Схабовська (з вересня 2019)
- Ольга Висоцька (з травня 2023)

## Галерея

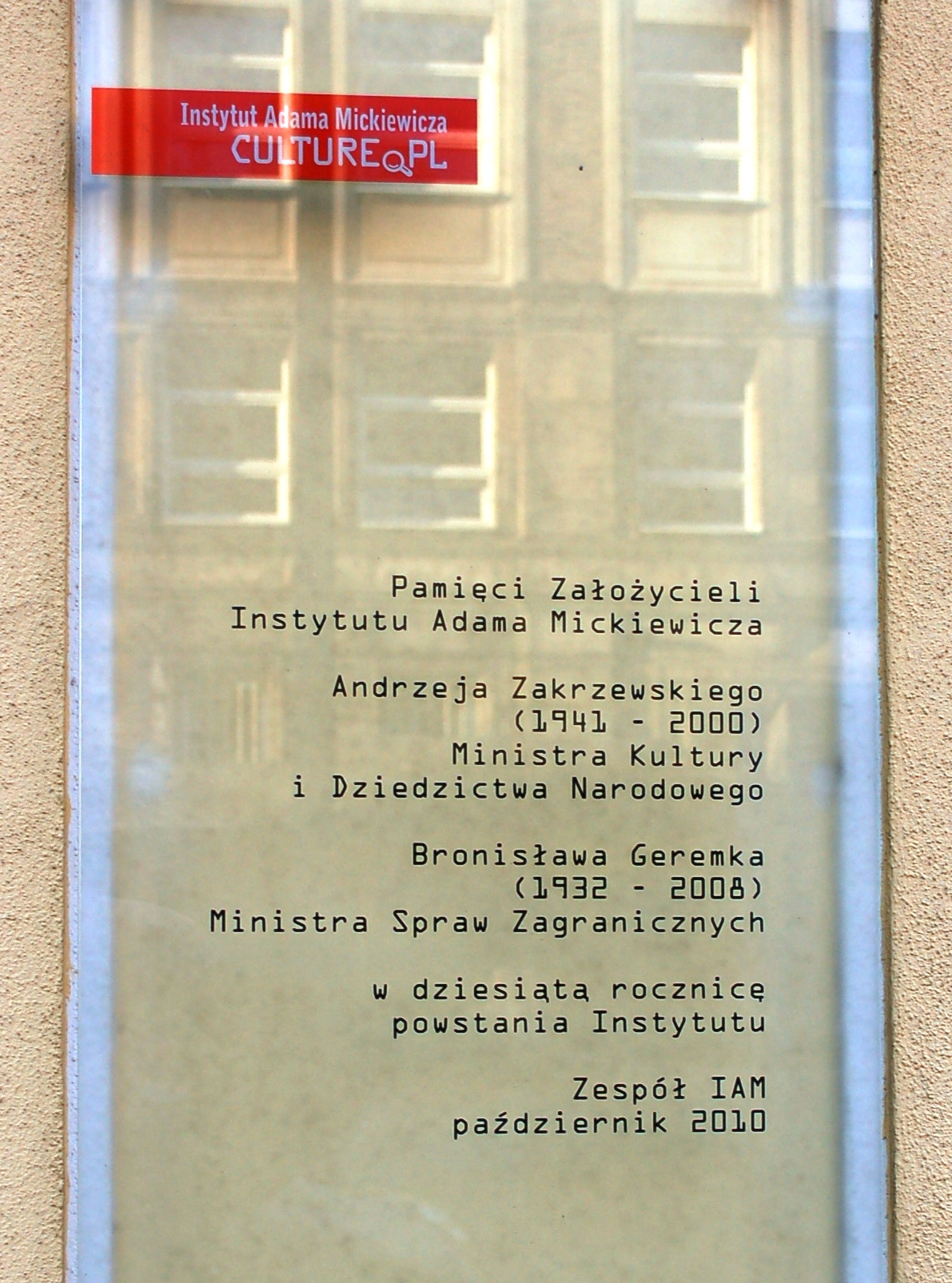
Пам’ятна дошка, присвячена засновникам Інституту Адама Міцкевича
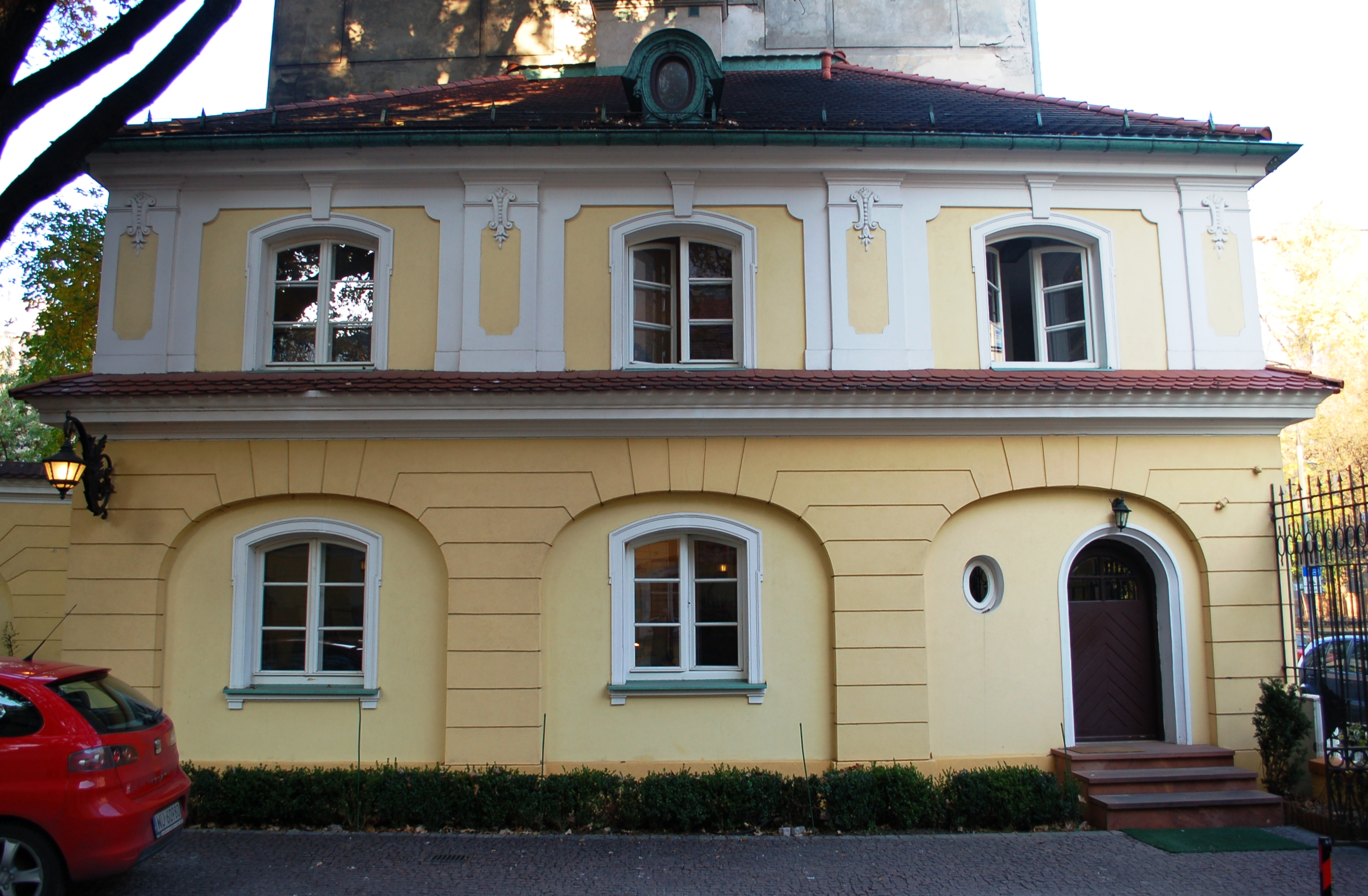
Вхід до Інституту
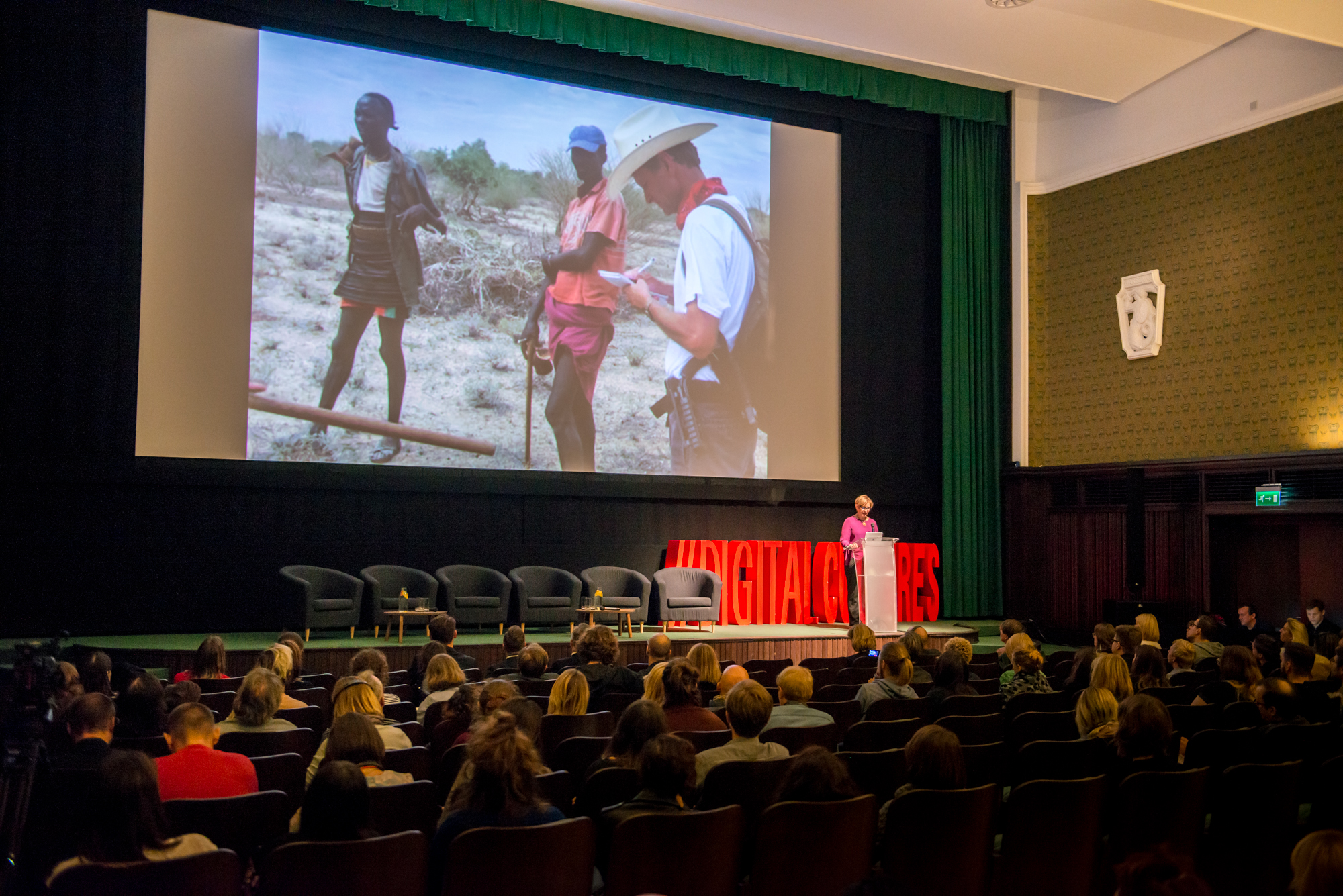
Друге видання конференції "Цифрові культури"
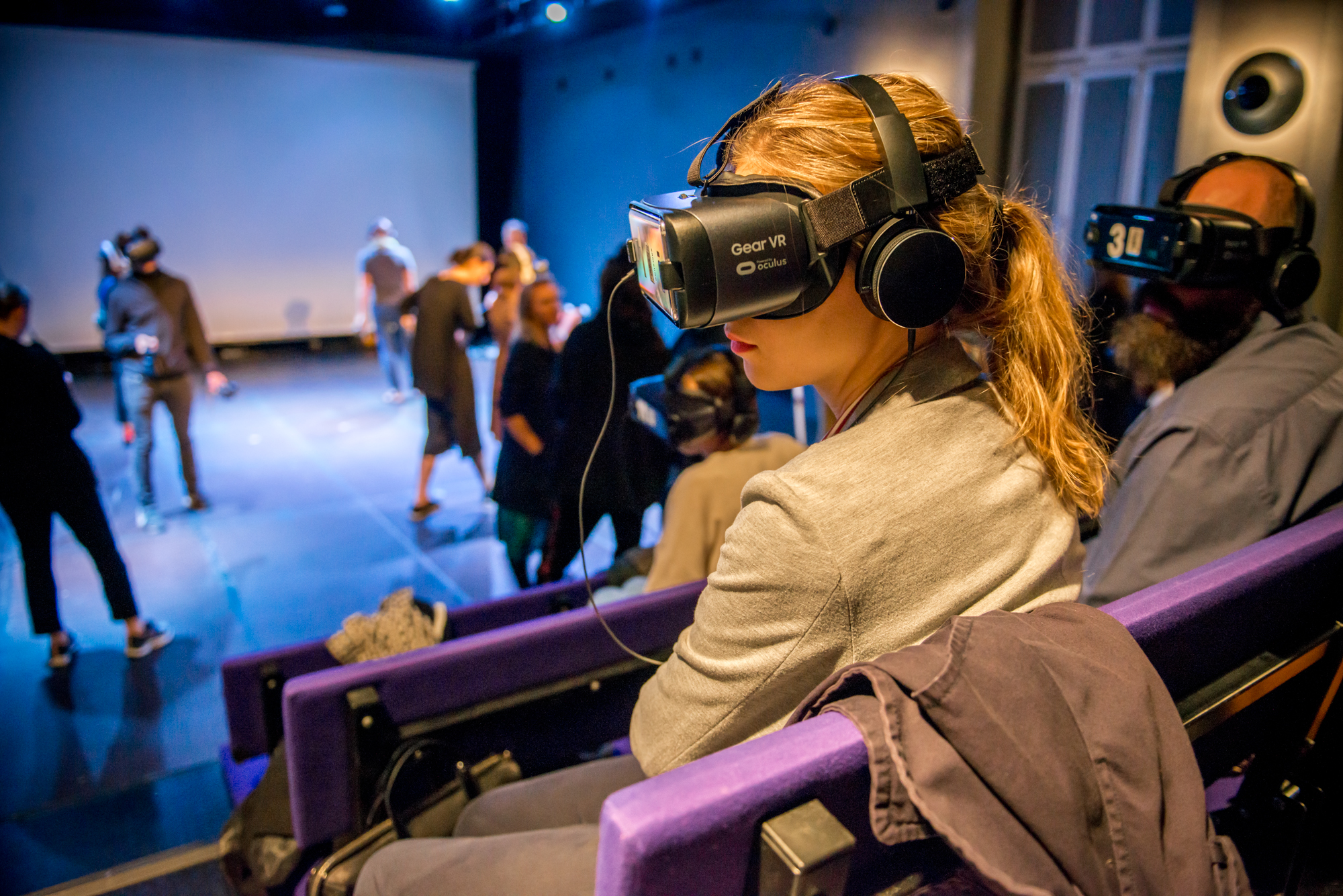
Друге видання конференції "Цифрові культури"
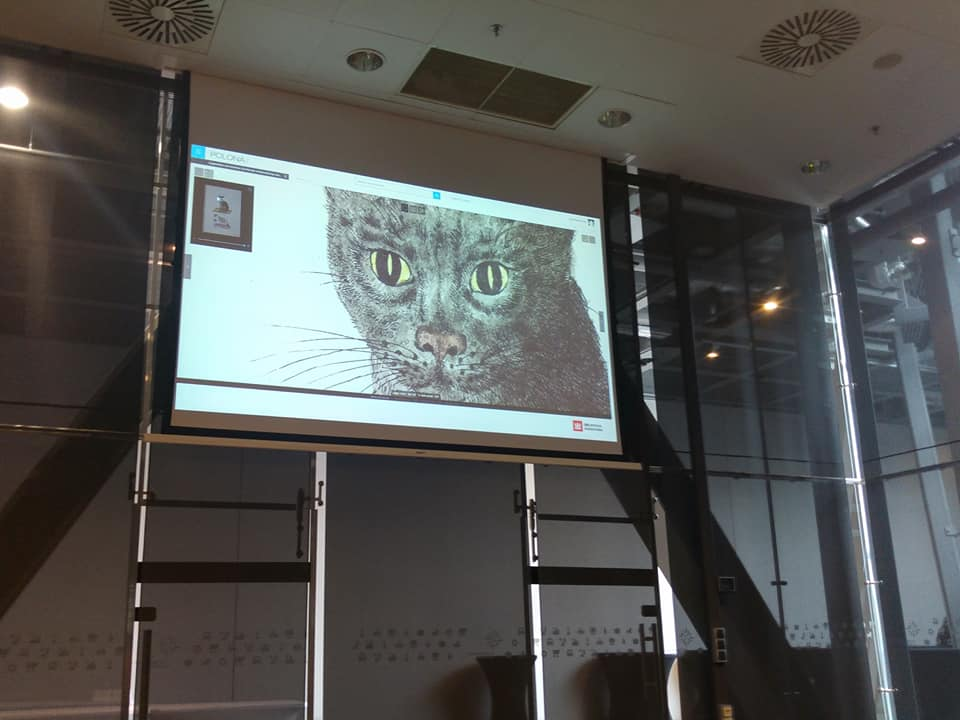
Перше видання конференції "Цифрові культури"
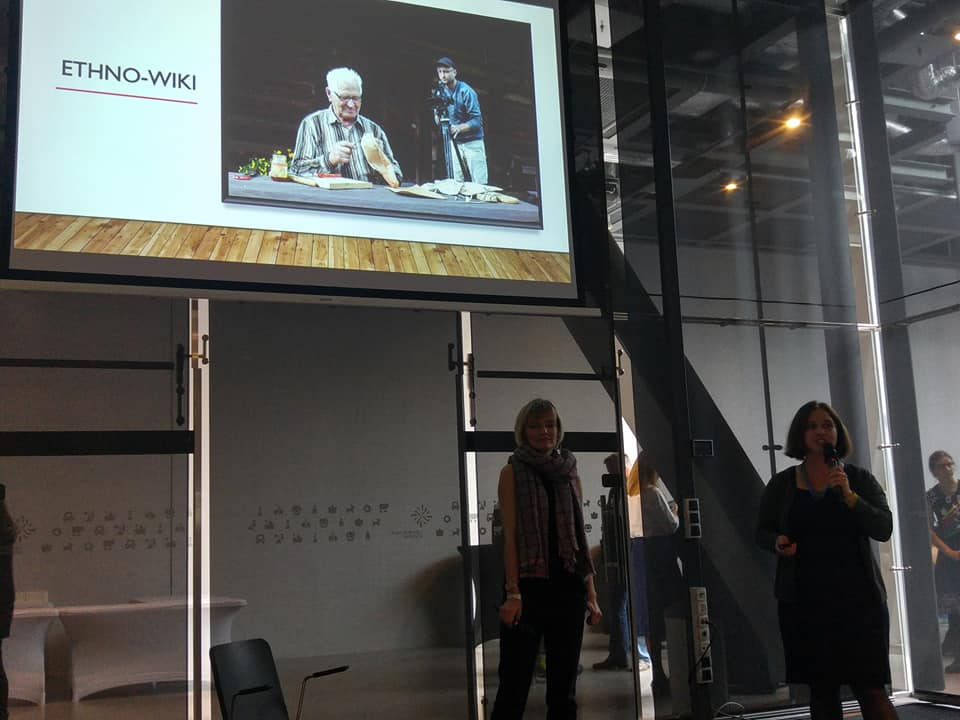
Найкраща сесія PL під час першого видання конференції "Цифрові культури"
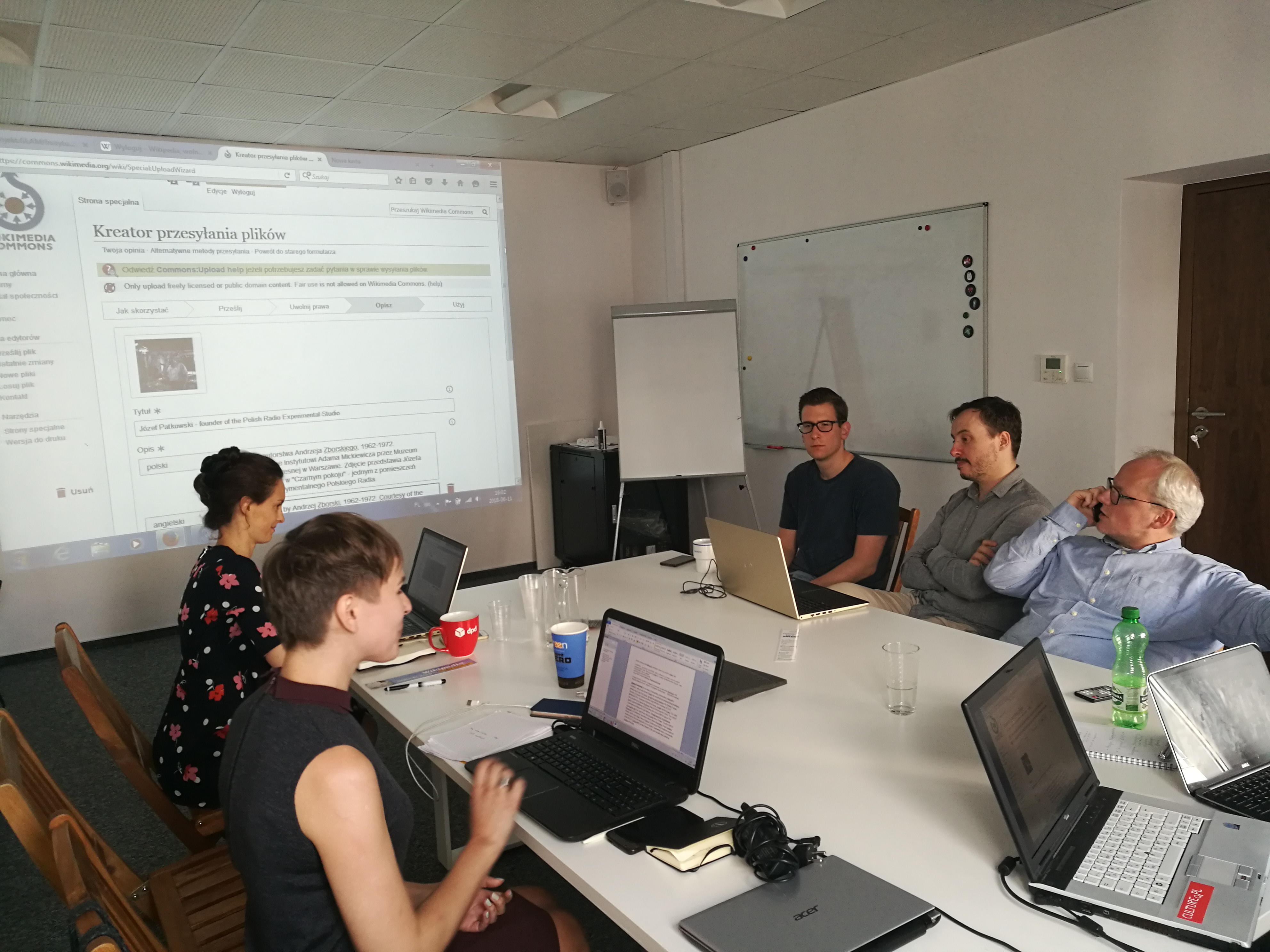
Навчання видання Вікіпедії для працівників IAM